# Leonardo DiCaprio
Leonardo Wilhelm DiCaprio (ur. 11 listopada 1974 w Los Angeles) – amerykański aktor, producent filmowy i scenarzysta; działacz społeczny i ekologiczny.
Laureat Oscara dla najlepszego aktora pierwszoplanowego za rolę w filmie Zjawa (2015).

## Rodzina i edukacja
Urodził się 11 listopada 1974 jako jedyne dziecko autora komiksów i pracownika fizycznego o włosko-niemieckim pochodzeniu George’a DiCaprio oraz asystentki w kancelarii prawnej o niemiecko-rosyjskim pochodzeniu Irmelin Indenbirken. Jego babka od strony matki – urodzona w Rosji Jelena Smirnowa – osiedliła z mężem Wilhelmem w Düsseldorfie, gdzie młody Leonardo często spędzał wakacje. Otrzymał imię na cześć malarza i odkrywcy Leonarda da Vinci oraz dziadka ze strony ojca, Leona, z kolei jego nazwisko z języka włoskiego oznacza „Z Capri”. Rodzice Leonardo rozstali się rok po narodzinach syna, lecz pozostali w bliskich relacjach i nadal mieszkali po sąsiedzku (w różnych dzielnicach Los Angeles), by nie pozbawiać dziecka regularnego kontaktu z obojgiem rodziców. Leonardo zamieszkał z matką (wówczas pracującą jako opiekunka do dzieci) w Echo Parku, biednej podmiejskiej dzielnicy Los Angeles, gdzie za dnia mieszkał z nimi również jego ojciec.
Uczęszczał do szkoły podstawowej Corinne A. Seeds, a dwa lata później został przepisany do szkoły Center for Enriched Studies. Był nadpobudliwym, pewnym siebie i aroganckim dzieckiem, przez co padał ofiarą zbirów i był szykanowany w szkole. W dzieciństwie zainteresował się sztuką, chętnie odwiedzał muzea, poza tym kolekcjonował karty z zawodnikami drużyn baseballowych oraz zbierał komiksy, których jego ojciec był dystrybutorem. Na początku lat 90. przeprowadził się z matką do dzielnicy Los Feliz w Los Angeles i podjął naukę w liceum Johna Marshalla. Po rozpoczęciu kariery telewizyjnej podjął indywidualny tok nauczania, a nauczyciele odwiedzali go na planach zdjęciowych. W trzeciej klasie zrezygnował z dalszej edukacji z powodu nadmiaru pracy aktorskiej.

## Kariera zawodowa

### Początki
Kiedy miał cztery lata, wziął udział w nagraniach programu Romper Room, jednak został wyrzucony z planu z powodu nadpobudliwego i zbyt hałaśliwego zachowania. Zainteresował się aktorstwem za sprawą starszego o trzy lata brata przyrodniego, Adama, syna George’a DiCaprio z Peggy Farrar, który występami w telewizyjnych spotach reklamowych i serialu Battlestar Galactica zainspirował Leonardo do rozpoczęcia kariery. W okresie licealnym udzielał się w szkolnym kole teatralnym.
Od najmłodszych lat przejawiał talent aktorski, szczególnie do parodiowania innych osób (m.in. Charlesa Mansona i Michaela Jacksona), czym zdobył uznanie rówieśników. W wieku 11 lat zaczął szukać agenta, jednak bez powodzenia przez kolejne trzy lata. W tym okresie odrzucił sugestię przybrania pseudonimu artystycznego „Lenny Williams”, które brzmiałoby bardziej amerykańsko. Brał udział w wielu castingach, ale bez sukcesów. Nie pobierał lekcji aktorstwa. Po tym, jak już znalazł agenta, zaczął występować w reklamach (m.in. zagrał w 15 reklamach producenta zabawkowych samochodzików Matchbox, a także w reklamie płatków śniadaniowych i gumy do żucia), a także grać w filmach edukacyjnych (m.in. w Mickey’s Safety Club i How to Deal with a Parent Who Takes Drugs) oraz epizodyczne role w filmach i serialach (m.in. jako kolega głównego bohatera w filmie The New Lassie oraz młody chłopak w serialu The Outsiders). Wykazywał też umiejętności taneczne, a z uwagi na opanowanie techniki poppingu zyskał pseudonim Noodle (pol. Makaron). Kiedy miał 15 lat, zagrał nastoletniego alkoholika Masona Capwella w pięciu odcinkach serialu Santa Barbara.

### Lata 90.
Przełomem w jego telewizyjnej karierze okazała się rola Garry’ego Buckmana, nieśmiałego i zamkniętego w sobie nastolatka, który usiłuje uporać się z rozwodem rodziców, w sitcomie Spokojnie, tatuśku (Parenthood, 1990) w NBC. Dzięki roli w tym serialu stał się idolem nastolatków, a jego zdjęcia regularnie publikowane były w czasopismach młodzieżowych, których redakcjom – dzięki działaniom matki – coraz częściej udzielał wywiadów. W filmie zadebiutował rolą Josha, pasierba nikczemnego właściciela domu z mieszkaniami do wynajęcia, w negatywnie przyjętym przez krytyków horrorze science fiction Critters 3 (1991). W sezonie 1991/1992 wcielił się w bezdomnego Luke’a Browera, który zostaje adoptowany przez rodzinę Seaverów, w ostatnim sezonie serialu Dzieciaki, kłopoty i my (Growing Pains). Zagrał także niewielką rolę w jednym z odcinków serialu Roseanne (1991) i epizod w thrillerze Katt Shea Ruben Trujący bluszcz (Poison Ivy, 1992). Podpisał kontrakt z Creative Artists Agency.
Zdobył uznanie krytyków dzięki wcieleniu się w powieściopisarza Tobiasa Wolffa w dramacie biograficznym Michaela Catona-Jonesa Chłopięcy świat (This Boy’s Life, 1993) u boku Ellen Barkin i Roberta De Niro, a za występ w tym filmie otrzymał swoją pierwszą branżową nagrodę – New Generation Award od Stowarzyszenia Krytyków Filmowych Los Angeles. Przychylne recenzje otrzymał również za rolę Arnie’ego Grape’a w komediodramacie Lasse’a Hallströma Co gryzie Gilberta Grape’a (What’s Eating Gilbert Grape, 1993), a żeby oddać charakter swojej postaci – upośledzonego brata tytułowego bohatera (w tej roli Johnny Depp), w trakcie prac nad filmem odwiedzał domy opieki i zakłady dla dzieci niepełnosprawnych umysłowo. Za rolę w filmie otrzymał nagrodę National Board of Review i kolejną w karierze statuetkę New Generation Award, poza tym był nominowany do Złotego Globu i Oscara dla najlepszego aktora drugoplanowego. Po sukcesie filmu zaczął być nazywany przez prasę „nowym Marlonem Brando”, stał się również idolem nastolatek. Nie chcąc angażować się w komercyjne produkcje, odrzucił propozycję zagrania Robina w superprodukcji Batman Forever (1995) i rolę w filmie Hokus pokus (Hocus Pocus, 1993), a przez rok po zakończeniu pracy nad dramatem Co gryzie Gilberta Grape’a pozostawał bez pracy i w tym czasie wystąpił tylko w jednym filmie – zagrał główną rolę (piosenkarza rockowego, który dostaje powołanie do wojska) w krótkometrażowej produkcji Renny’ego Harlina Foot Shooting Party (1994). Wziął udział w przesłuchaniach do roli Malloya w filmie Neila Jordana Wywiad z wampirem (Interview with the Vampire, 1994) i choć spodobał się komisji, był za młody, by zostać obsadzonym, co mocno przeżył.
Mimo kilkukrotnego odrzucenia oferty, po długich namowach wystąpił w roli Fee Heroda „The Kida” w szeroko krytykowanym westernie Sama Raimiego Szybcy i martwi (The Quick and the Dead, 1995) z Sharon Stone, która oddała część swojego honorarium, by DiCaprio mógł wystąpić w tym filmie. W tym samym roku zagrał Jima Carrolla, koszykarza uzależnionego od narkotyków, w filmie sportowym Scotta Kalverta Przetrwać w Nowym Jorku (The Basketball Diaries, 1995), a za rolę w tym filmie zebrał kolejne przychylne recenzje w swojej karierze. Za występ w roli francuskiego poety-geja Arthura Rimbauda w negatywnie przyjętym przez krytyków dramacie obyczajowym Agnieszki Holland Całkowite zaćmienie (Total Eclipse, 1995) był szeroko krytykowany w prasie. Dla roli w Całkowitym zaćmieniu odrzucił propozycję zagrania Jamesa Deana w planowanym filmie biograficznym Warner Bros. o życiu aktora, którego reżyserem miał być Michael Mann. Mimo mieszanych recenzji krytyków, w 1997 na Międzynarodowym Festiwalu Filmowym w Berlinie otrzymał statuetkę Srebrnego Niedźwiedzia dla najlepszego aktora za rolę w filmie Baza Luhrmanna Romeo i Julia (William Shakespeare’s Romeo and Juliet, 1996), uwspółcześnionej ekranizacji powieści Williama Szekspira, która osiągnęła spory sukces komercyjny i cieszyła się dużą popularnością głównie wśród nastoletnich widzów. Po występie w Romeo i Julii zagrał Hanka, sprawiającego problemy wychowawcze nastolatka, w dramacie psychologicznym Jerry’ego Zaksa Pokój Marvina (Marvin’s Room, 1996) u boku Meryl Streep i bezczelnego Dereka w krótkometrażowym filmie artystycznym Don’s Plum (2001).
Odrzucił główną rolę w filmie Paula Thomasa Andersona Boogie Nights, by zagrać beztroskiego młodego artystę Jacka Dawsona, głównego bohatera filmu Jamesa Camerona Titanic (1997). W produkcji wystąpił u boku Kate Winslet, z którą się zaprzyjaźnił. Za rolę w filmie zainkasował 2,5 mln dol. Po premierze Titanica umocnił swoją pozycję w branży filmowej i stał się jedną z największych gwiazd Hollywood. Za rolę Jacka Dawsona otrzymał nagrodę Blockbuster Entertainment dla ulubionego aktora i nagrodę filmową MTV dla najlepszego aktora i był nominowany do Złotego Globu dla najlepszego aktora w filmie dramatycznym. Mimo że Titanic zdobył 11 Oscarów (i 14 nominacji), pominięcie DiCaprio wśród nominowanych do Oscara dla najlepszego aktora pierwszoplanowego wywołało poruszenie w prasie i powszechne oburzenie wśród widzów, od których napłynęło kilkaset protestów do Amerykańskiej Akademii Filmowej. Sam aktor nie pojawił się na gali wręczenia nagród, co publicznie skrytykował reżyser Titanica.
Prowadził negocjacje w sprawie głównej roli w filmie Michaela Manna The Inside Man (1998). Za występ w podwójnej roli – króla Ludwika XIV i jego brata-bliźniaka Filipa – w dramacie historycznym Randalla Wallace’a Człowiek w żelaznej masce (1998) otrzymał antynagrodę Złotą Malinę za najgorszy duet na ekranie. W tym samym roku wystąpił epizodycznie jako zarozumiały gwiazdor Hollywood w negatywnie przyjętym filmie Woody’ego Allena Celebrity (1998). Został także okrzyknięty chłopakiem roku w plebiscycie brytyjskiego magazynu dla młodzieży „Bliss”, zdobywając 70% głosów spośród 20 tys. czytelniczek, poza tym amerykański magazyn „Premiere” umieścił go na 25. miejscu listy 100 najbardziej wpływowych osób w Hollywood, a magazyn „Forbes” – na 34. miejscu listy najbogatszych Amerykanów z branży rozrywkowej.

### Lata 2000–2009
Po zakończeniu zdjęć do Człowieka w żelaznej masce ogłosił roczną przerwę w karierze, w tym czasie m.in. odrzucił propozycję zagrania Patricka Batemana w American Psycho (2000), Anakina Skywalkera w Gwiezdnych wojnach: Ataku klonów (2002) i tytułowej roli w Spider-Manie (2002). Na wielki ekran powrócił główną rolą Richarda w filmie Danny’ego Boyle’a Niebiańska plaża (2000), a za swój występ w filmie miał otrzymać gażę w wysokości 20 mln dol. Za występ w filmie był nominowany do Złotej Maliny dla najgorszego aktora. W 2002 zagrał dwie główne role filmowe: Amsterdama Vallona w dramacie gangsterskim reżysera Martina Scorsese Gangi Nowego Jorku u boku Daniela Day-Lewisa i oszusta Franka Abagnale’a w komedii kryminalnej Złap mnie, jeśli potrafisz z Tomem Hanksem. Za występ w tym drugim był nominowany do Złotego Globu.
Zagrał również w następnym filmie Martina Scorsese, ciepło przyjętym przez krytykę i widzów dramacie biograficznym Aviator (2004), w którym wcielił się w postać miliardera i pilota Howarda Hughesa. Za tę rolę otrzymał wiele pochlebnych recenzji oraz otrzymał Złoty Glob dla najlepszego aktora w filmie dramatycznym i był nominowany do Oscara dla najlepszego aktora pierwszoplanowego. Również w 2004 otworzył firmę producencką Appian Way Productions, która zadebiutowała filmem Nielsa Muellera Zabić prezydenta.
Jesienią 2006 zagrał agenta Billy’ego Costigana w swojej trzeciej produkcji w reżyserii Martina Scorsese Infiltracja, a na potrzeby pracy przy filmie zrezygnował z roli w dreszczowcu Dobry agent. Za następną rolę, Danny’ego Archera w dramacie wojennym Krwawy diament (2006), otrzymał kolejną w karierze nominację do Oscara. Za występy w obu filmach był też nominowany do Złotych Globów dla najlepszego aktora w filmie dramatycznym jednocześnie, jednak mimo podwójnej szansy na wygraną nie zdobył nagrody.
W 2007 wyprodukował film Kevina Connolly’ego Ogrodnik z Edenu i film dokumentalny o ochronie środowiska Jedenasta godzina, którego był współscenarzystą, współproducentem i narratorem. W 2008 zagrał agenta CIA Rogera Ferrisa w dreszczowcu Ridleya Scotta W sieci kłamstw i Franka Wheelera w melodramacie Droga do szczęścia, w którym ponownie, po 12 latach przerwy, zagrał wraz z Kate Winslet. Za rolę w drugim filmie był nominowany do Złotego Globu dla najlepszego aktora w filmie dramatycznym. W 2009 na uroczystej gali w Berlinie otrzymał Cinema for Peace Award, którą wręczył mu Michaił Gorbaczow.

### Lata 2010–2019
W 2010 premierę miały kolejne dwa kasowe filmy z DiCaprio w roli głównej: Wyspa tajemnic w reż. Martina Scorsese, w której zagrał federalnego szeryfa Edwarda „Teddy’ego” Danielsa, oraz Incepcja w reż. Christophera Nolana, w której zagrał Cobba. Po zagraniu w Incepcji miał półtoraroczną przerwę w pracy, ponieważ nie był zainteresowany żadnym z otrzymywanych scenariuszy.
W 2011 zebrał ciepłe recenzje za występ w roli J. Edgara Hoovera, pierwszego dyrektora FBI w filmie biograficznym J. Edgar, a żeby pomóc twórcom sfinansować projekt, zgodził się na honorarium w wysokości zaledwie 2 mln dol. Za rolę w filmie był nominowany do Złotego Globu dla najlepszego aktora w filmie dramatycznym, jednak pominięto go przy nominacjach do Oscara dla najlepszego aktora pierwszoplanowego, co wywołało wiele kontrowersji w mediach. Również w 2011 zajął pierwsze miejsce na liście najlepiej zarabiających aktorów w Hollywood. W 2012 uczestniczył z Kate Winslet w światowej premierze nowej wersji filmu Titanic, tym razem prezentowanego w formacie 3D.
Wystąpił w roli Jaya Gatsby’ego w melodramacie Wielki Gatsby (2013), będącym kolejną ekranizacją powieści Francisa Scotta Fitzgerald o tym samym tytule. Zagrał także w swoim piątym filmie w reż. Martina Scorsese – Wilk z Wall Street (2013). W 2016 podczas 88. gali wręczenia nagród Amerykańskiej Akademii Filmowej otrzymał Oscara dla najlepszego aktora pierwszoplanowego za rolę w filmie Zjawa.
Wyprodukował film dokumentalny Walka: życie i zaginiona twórczość Stanisława Szukalskiego (2018), co było związane z faktem, iż jego rodzice przyjaźnili się z polskim rzeźbiarzem Stanisławem Szukalskim, gdy ten mieszkał w Los Angeles. Zagrał z Bradem Pittem w filmie Quentina Tarantino Pewnego razu... w Hollywood (2019).

## Życie prywatne

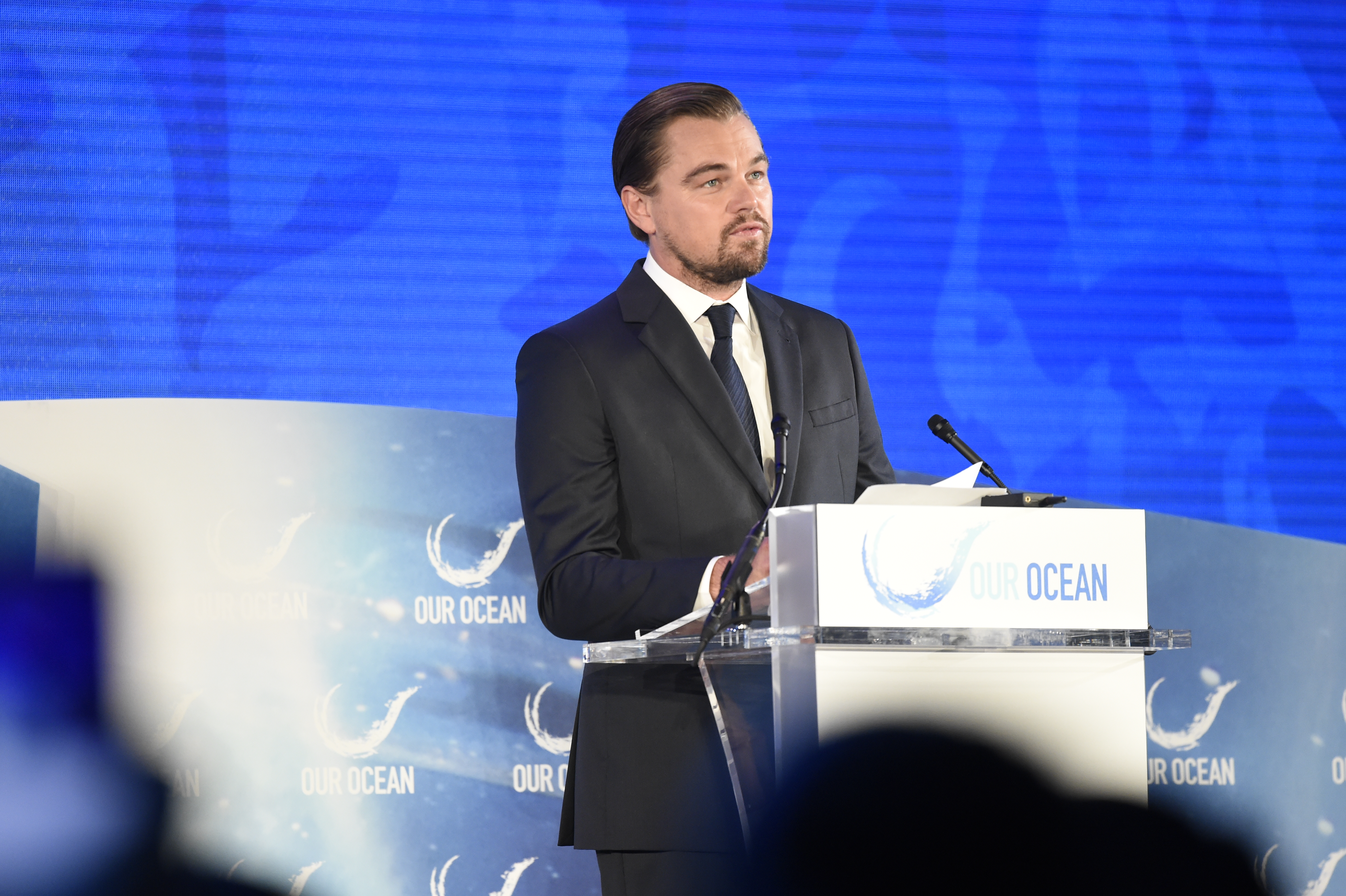
DiCaprio na konferencji w Departamencie Stanu USA w Waszyngtonie (2016)

Jest agnostykiem. W młodości spotykał się z Jennifer Faus. Od końca 1995 do 1997 był związany z modelką Kristen Zang. Od tamtej pory uznawany jest w prasie za jednego z czołowych „uwodzicieli Hollywood”, a kolorowe gazety przez kolejne lata łączyły go z wieloma celebrytkami. Pozostawał w nieformalnych związkach m.in. z modelkami: Gisele Bündchen (2000–2005), Bar Refa’eli (2005–2011), Erin Heatherton (2011–2012) i Toni Garrn oraz z aktorką Blake Lively (2011) i piosenkarką Rihanną. W latach 2018–2022 spotykał się z aktorką Camilą Morrone.
Aktywnie działa na rzecz ochrony środowiska. W 1998 został współzałożycielem fundacji ekologicznej Earth Alliance. W 2005 nawiązał współpracę z siecią hoteli Four Seasons, by na zakupionej przez siebie wyspie Blackadore Caye w Belize wybudować luksusowy kurort zgodnie z zasadami ochrony środowiska. Jako aktywista występował na forum ONZ w sprawie zmian klimatycznych, w 2011 udał się do Rosji na szczyt dotyczący ratowania tygrysów (na ten cel przeznaczył 1 mln dol.), a na prywatnej audiencji rozmawiał z papieżem Franciszkiem w Watykanie (2016).

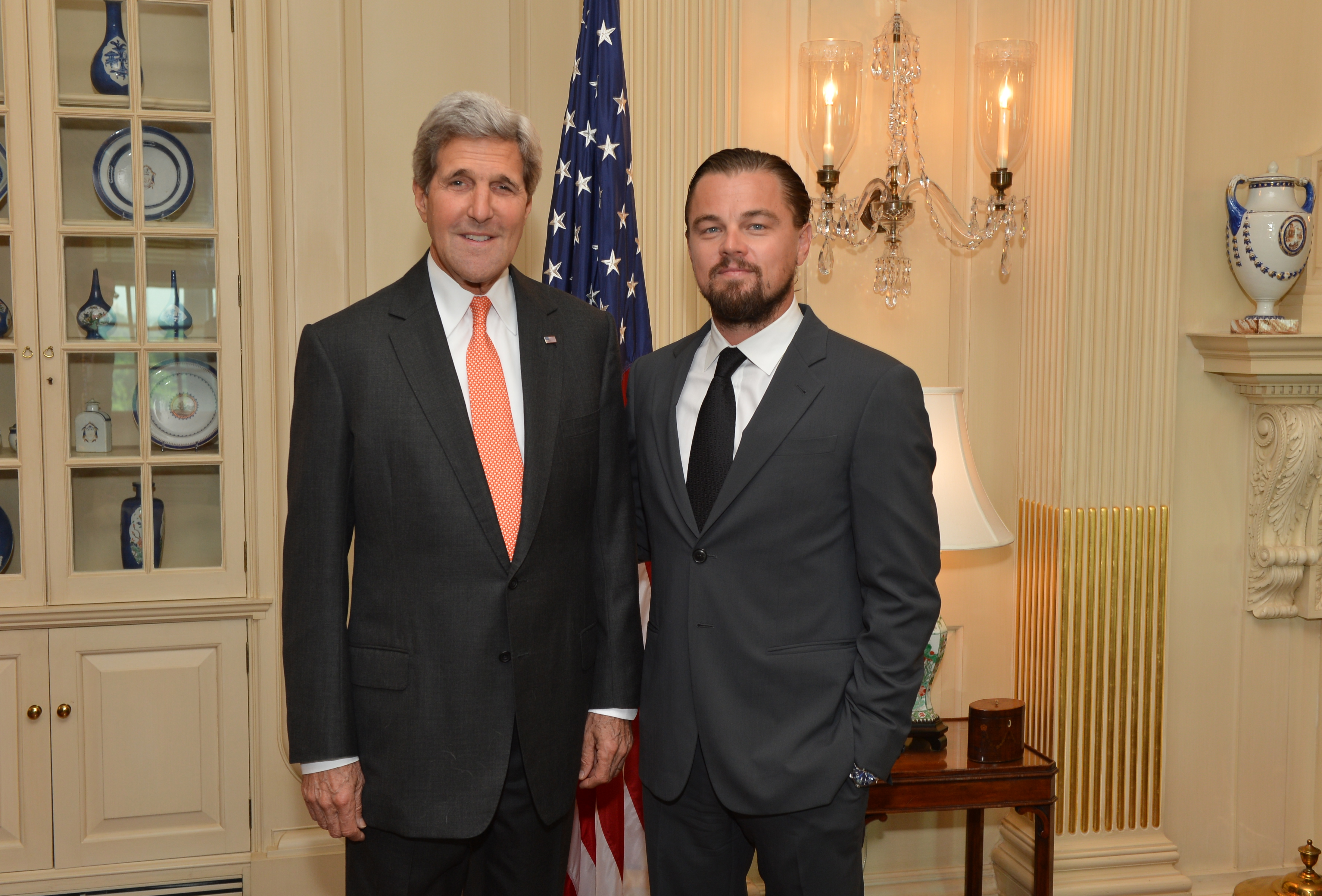
DiCaprio i John Kerry (2016)

Jest zaangażowany społecznie. W latach 90. odwiedzał małoletnich pacjentów szpitali, pomagał finansowo bezdomnym, uczestniczył w benefisach na rzecz walki z AIDS. W 1998 przekazał 35 tys. dol. na odbudowę zniszczonego przez trzęsienie ziemi Ośrodka Komputerowego im. Leonarda DiCaprio w filii Biblioteki Publicznej Los Angeles w rodzinnym Los Feliz. Po tsunami z grudnia 2004 wsparł finansowo mieszkańców kurortu Koh Phi Phi Leh w Tajlandii, przekazując anonimowo część pieniędzy na UNICEF. W 2006 podczas pracy nad filmem Krwawy diament wsparł finansowo mieszkańców Sierra Leone, zwłaszcza sieroty i ludzi chorych oraz inne ofiary tamtejszej wojny domowej. W 2010 przekazał 1 mln dol. na odbudowę Haiti po trzęsieniu ziemi.
Wyraził publiczne poparcie dla Johna Kerry’ego przed wyborach prezydenckimi w 2004 oraz wziął udział w internetowej kampanii Rock the Vote mającej na celu zmobilizowanie obywateli do udziału w wyborach.
W 2005 podczas przyjęcia u Ricka Salomona w Hollywood został zaatakowany przez wówczas 35-letnią Arethę Wilson, która rozbiła mu szklaną butelkę na głowie. W wyniku urazu był operowany i miał założone 12 szwów na twarzy i głowie.

## Filmografia
- 1989: Spokojnie, tatuśku (Parenthood) jako Garry Buckman
- 1990: The New Lassie jako chłopiec
- 1990: Santa Barbara jako młody Mason
- 1991: Critters 3 jako Josh
- 1991–1992: Dzieciaki, kłopoty i my (Growing Pains) jako Luke Brower
- 1992: Roseanne jako kolega Darlene
- 1992: Trujący bluszcz (Poison Ivy) jako Guy
- 1993: Chłopięcy świat (This Boy’s Life) jako Toby
- 1993: Co gryzie Gilberta Grape’a[109] jako Arnie Grape
- 1994: The Foot Shooting Party jako Bud
- 1995: Szybcy i martwi (The Quick and the Dead) jako Kid
- 1995: Przetrwać w Nowym Jorku (The Basketball Diaries) jako Jim Carroll
- 1995: Całkowite zaćmienie (Total Eclipse) jako Arthur Rimbaud
- 1996: Romeo i Julia (Romeo + Juliet) jako Romeo
- 1996: Pokój Marvina (Marvin’s Room) jako Hank
- 1997: Titanic jako Jack Dawson
- 1998: Człowiek w żelaznej masce[110] jako król Ludwik XIV / Filip
- 1998: Celebrity jako Brandon Darrow
- 2000: Niebiańska plaża (The Beach) jako Richard
- 2001: Don’s Plum jako Derek
- 2002: Gangi Nowego Jorku (Gangs of New York) jako Amsterdam Vallon
- 2002: Złap mnie, jeśli potrafisz (Catch Me if You Can) jako Frank Abagnale
- 2004: Aviator (The Aviator) jako Howard Hughes
- 2006: Infiltracja (Departed) jako Billy Costigan
- 2006: Krwawy diament (Blood Diamond) jako Danny Archer
- 2007: The 11th Hour jako narrator
- 2008: W sieci kłamstw (Body of Lies) jako Roger Ferris
- 2008: Droga do szczęścia (Revolutionary Road) jako Frank Wheeler
- 2010: Wyspa tajemnic (Shutter Island) jako Teddy Daniels
- 2010: Incepcja (Inception) jako Cobb
- 2010: Hubble 3D jako narrator
- 2011: J. Edgar jako J. Edgar Hoover
- 2012: Django (Django Unchained) jako Calvin Candie
- 2013: Wielki Gatsby (The Great Gatsby) jako Jay Gatsby
- 2013: Wilk z Wall Street (The Wolf of Wall Street) jako Jordan Belfort
- 2015: Zjawa (The Revenant) jako Hugh Glass
- 2019: Pewnego razu... w Hollywood[111] jako Rick Dalton
- 2021: Nie patrz w górę (Don’t Look Up) jako dr Randall Mindy
- 2023: Czas krwawego księżyca[112] jako Ernest Burkhart

## Nagrody i nominacje
- 1994 – nominacja do Złotego Globu w kategorii najlepszy aktor drugoplanowy za film Co gryzie Gilberta Grape’a
- 1994 – nominacja do Oscara w kategorii najlepszy aktor drugoplanowy za film Co gryzie Gilberta Grape’a
- 1997 – Nagroda Jury Srebrny Niedźwiedź na Festiwalu Filmowym w Berlinie w kategorii najlepszy aktor za film Romeo i Julia
- 1997 – nominacja do MTV Movie Award w kategorii najlepsza rola męska za film Romeo i Julia
- 1997 – nominacja do MTV Movie Award w kategorii najlepszy duet aktorski za film Romeo i Julia
- 1998 – nominacja do Złotego Globu w kategorii najlepszy aktor w dramacie za film Titanic
- 1998 – MTV Movie Award w kategorii najlepsza rola męska za film Titanic
- 1998 – nominacja do MTV Movie Award w kategorii najlepszy duet aktorski za film Titanic
- 1998 – Złoty Popcorn w kategorii Najlepszy aktor za film Titanic
- 2003 – nominacja do Złotego Globu w kategorii najlepszy aktor w dramacie za film Złap mnie, jeśli potrafisz
- 2003 – nominacja do MTV Movie Award w kategorii najlepsza rola męska za film Złap mnie, jeśli potrafisz
- 2003 – Teen Choice w kategorii Ulubiony kłamca filmowy za film Złap mnie, jeśli potrafisz
- 2005 – Złoty Glob w kategorii najlepszy aktor w dramacie za film Aviator
- 2005 – nominacja do Oscara w kategorii najlepszy aktor za film Aviator
- 2005 – nominacja do BAFTY w kategorii najlepszy aktor za film Aviator
- 2005 – MTV Movie Award w kategorii najlepszy aktor za film Aviator
- 2005 – nominacja do Nagrody Młodych w kategorii najlepsza rola męska w dramacie za film Aviator
- 2005 – Lista 100 najlepszych kwestii filmowych wszech czasów w kategorii 100. miejsce za film Titanic
- 2005 – Złoty Popcorn w kategorii Najlepszy aktor za film Aviator
- 2006 – nagroda Satelita w kategorii Najlepszy aktor drugoplanowy za film Infiltracja
- 2007 – nominacja do BAFTY w kategorii najlepszy aktor za film Infiltracja
- 2007 – nominacja do Złotego Globu w kategorii najlepszy aktor w dramacie za film Infiltracja
- 2007 – nominacja do Złotego Globu w kategorii najlepszy aktor w dramacie za film Krwawy diament
- 2007 – nominacja do Oscara w kategorii najlepsza pierwszoplanowa rola męska za film Krwawy diament
- 2007 – Nagroda Publiczności w kategorii Najlepszy aktor zagraniczny za film Infiltracja
- 2010 – Teen Choice w kategorii Ulubiony aktor horroru / thrillera za film Wyspa tajemnic
- 2012 – nominacja do Złotego Globu w kategorii Najlepszy aktor w dramacie za film J. Edgar
- 2013 – nominacja do Złotego Globu w kategorii Najlepszy aktor drugoplanowy za film Django
- 2014 – Złoty Glob w kategorii najlepszy aktor w komedii lub musicalu za film Wilk z Wall Street
- 2014 – nominacja do Oscara w kategorii najlepszy aktor pierwszoplanowy za film Wilk z Wall Street
- 2014 – Critics’ Choice w kategorii Najlepszy aktor w komedii za film Wilk z Wall Street
- 2014 – Kryształowa Statuetka w kategorii Ulubiony aktor w dramacie za film Wilk z Wall Street
- 2016 – nagroda BAFTA w kategorii najlepszy aktor pierwszoplanowy w filmie Zjawa[113]
- 2016 – Oscar w kategorii najlepszy aktor pierwszoplanowy za film Zjawa
- 2020 – nominacja do Oscara w kategorii najlepszy aktor pierwszoplanowy za film Pewnego razu... w Hollywood[114]
- 2020 – nominacja do Złotego Globu w kategorii najlepszy aktor w komedii lub musicalu Pewnego razu... w Hollywood[115]
- 2022 – nominacja do Złotego Globu w kategorii najlepszy aktor w komedii lub musicalu Nie patrz w górę[116]

## Antynagrody i nominacje
- 1999 – Złota Malina w kategorii najgorsze ekranowe połączenie za film Człowiek w żelaznej masce
- 2001 – nominacja do Złotej Maliny w kategorii najgorszy aktor za film Niebiańska plaża

## Odznaczenia i upamiętnienie
- Chevalier Orderu Sztuki i Literatury – Francja[117]
- Ze względu na zaangażowanie na rzecz ochrony kompleksu Ebo Forest w Kamerunie został upamiętniony w nazwie tamtejszego endemitu – gatunku rośliny z rodzaju Uvariopsis – U. dicaprio[118][119].